# Phraortes glabra
Phraortes glabra är en insektsart som först beskrevs av Günther 1940.  Phraortes glabra ingår i släktet Phraortes och familjen Phasmatidae. Inga underarter finns listade i Catalogue of Life.